# Gut Eulenfeld

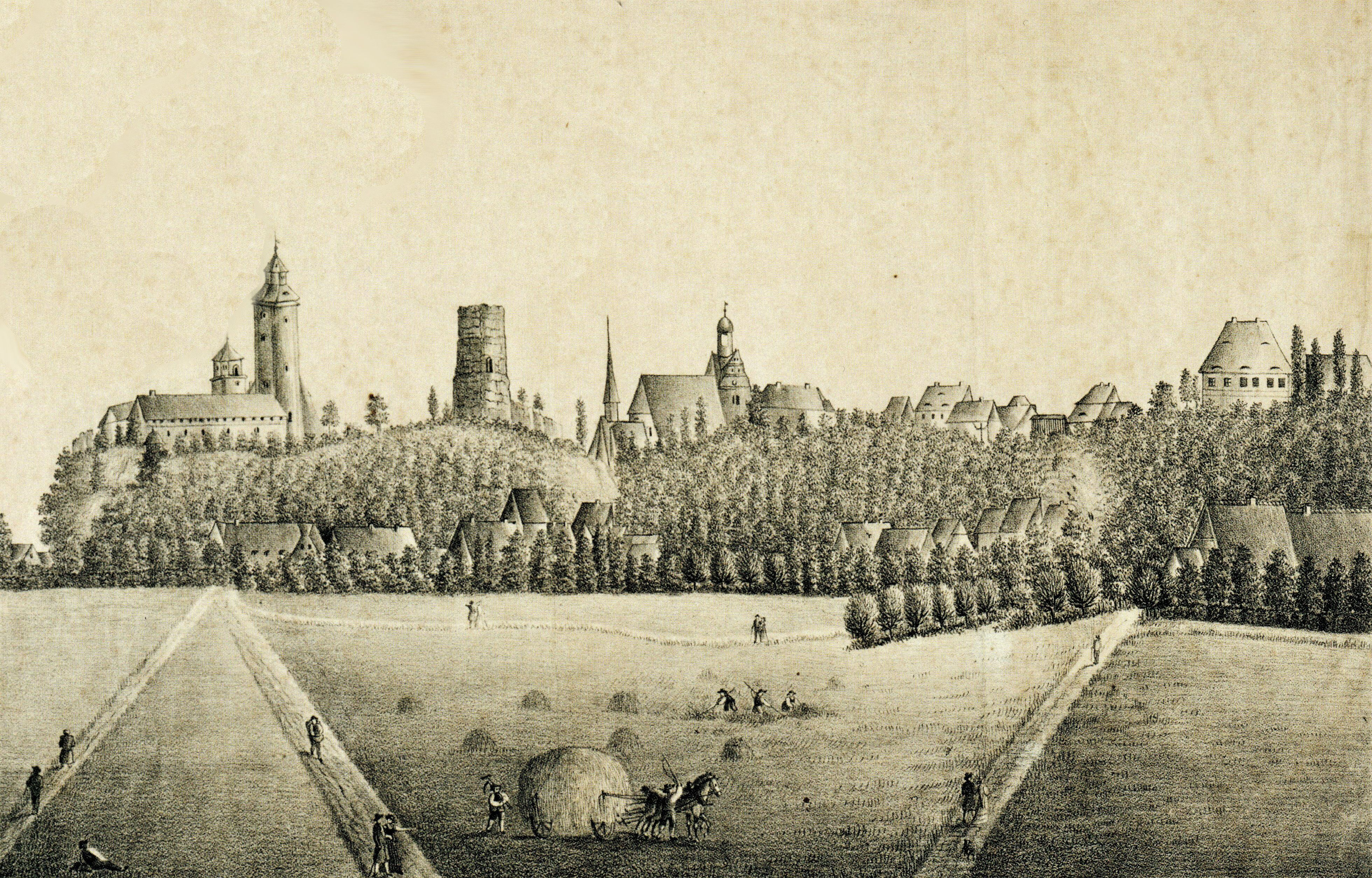
Ansicht des Burgberges von Nordosten mit Burg, Marienkirche und Gut Eulenfeld (v. l. n. r.), Lithographie (vor 1828)

Gut Eulenfeld, bis in das 19. Jahrhundert Eilenfeld, war ein Rittergut bei Zscheppelende westlich vor Eilenburg und in Nachbarschaft der Burg Eilenburg. Das denkmalgeschützte Herrenhaus des Gutes mit der Anschrift Wilhelm-Grune-Straße 20, im Volksmund Carlowitzhaus genannt, wurde im Jahr 2008 abgerissen.

## Lage
Das Gelände des ehemaligen Gutes Eulenfeld liegt am Hochufer der Mulde im Stadtteil Berg von Eilenburg. Das Herrenhaus lag am Ende der heutigen Wilhelm-Grune-Straße in unmittelbarer Nähe zum Krankenhaus Eilenburg, das an dieser Stelle 1898 eingerichtet wurde. Etwas weiter südlich liegen die Marienkirche und die auf einem Sporn gelegene Burg Eilenburg. Das Gut war erreichbar über die Gemeinde Zscheppelende, deren Bebauung sich über die heutige Marien- und Halleschen Straße erstreckte. Am Fuße des Guts lag in der Muldeniederung die Gemeinde Tal im Bereich der heutigen Degenkolbstraße.

## Geschichte
Das Rittergut Eulenfeld ging aus einem Vorwerk des Schlosses Eilenburg hervor. Über die Ersterwähnung gibt es in der Literatur unterschiedliche Angaben. So berichtet Buchhold in seiner Eilenburger Stadtchronik (2012), dass das Gut 1445 erstmals urkundlich erwähnt wurde. Böttcher dagegen stellt den Lehnsakt des Kurfürsten Johann Friedrich I. an Hans von Kanitz als „Geburtsstunde“ des Rittergutes dar. Der erste bekannte Besitzer, Hans von Kanitz, war Verwalter des Petersberger Klosterhofes bei Groitzsch. Er kam vermutlich als Abfindung in den Besitz des Gutes, nachdem er zum reformatorischen Bekenntnis überging und damit sein Amt niederlegen musste. Jedoch trennte der Kurfürst dabei die große Schäferei ab.
Die Bewirtschaftung des mit 47 Hektar relativ kleinen Gutes war wahrscheinlich wenig lukrativ und so wechselte der Hof vielfach den Besitzer, darunter zahlreiche deutsche Adelsgeschlechter. Die vielen Eigentümerwechsel sprechen dafür, dass das Gut auch als Spekulationsobjekt diente. Mit der Lehensbestätigung des Kurfürsten Moritz 1548 wurde dem Besitzer die Ober- und Niedergerichtsbarkeit im Gutsbezirk übertragen. Gleichzeitig wurden sechs Drescherhäuser für die eingesetzten Fröner erbaut. 1601 löste ein Büchsenschuss ein Großfeuer aus, dem acht Häuser des Gutes zum Opfer fielen. Nachdem Sebastian von Pflug 1612 in den Besitz des Gutes gekommen war, wurde dieses vom Kurfürsten in ein Erblehen umgewandelt, damit der kinderlos gebliebene von Pflug den Besitz auch in weiblicher Linie vererben konnte. So kam es später in den Besitz von dessen Frau Agnes, nach deren Tod das Erblehenrecht wieder eingezogen wurde. Etwa 1688 wurde das schlichte barocke Herrenhaus errichtet, welches über 300 Jahre bestand. Als 1794 der Kapitänleutnant Georg Leonhard von Sperl in den Besitz des Gutes kam, wurde Eulenfeld vom Kurfürsten wiederum in ein Erb- und Allodialgut umgewandelt. Zu Beginn des 19. Jahrhunderts kaufte Christoph Friedrich Enke aus Untergreißlau das Gut. Dieser litt im hohen Alter an Geistesschwäche und erschoss sich am Morgen des 26. Oktober 1835 auf dem Anwesen. Seine Witwe erhielt als Universalerbin Eulenfeld und lebte bis zu ihrem Tod im Jahre 1850 hier.

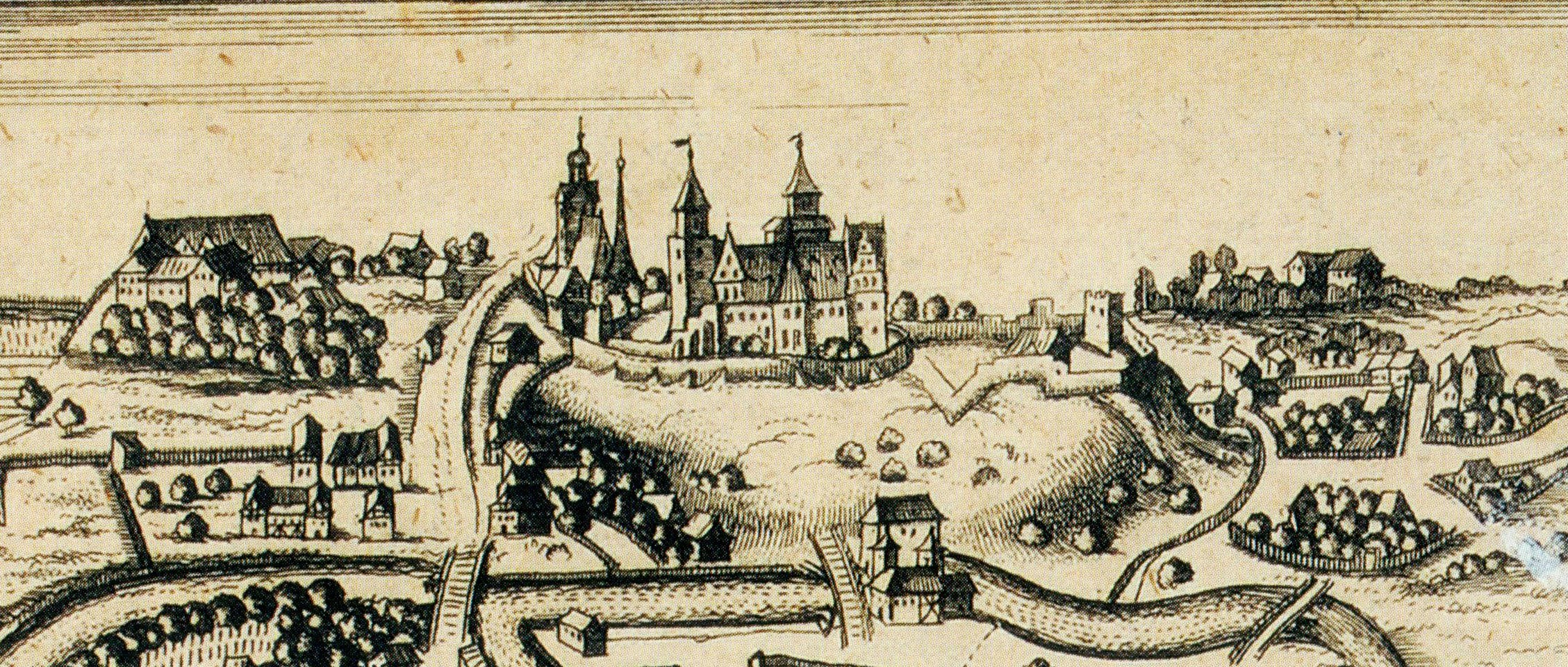
Ansicht des Burgberges mit Gut Eulenfeld am rechten Rand (Kupferstich, 1696)
Ansicht des Herrenhauses von Süden (Lichtdruck, 1906)
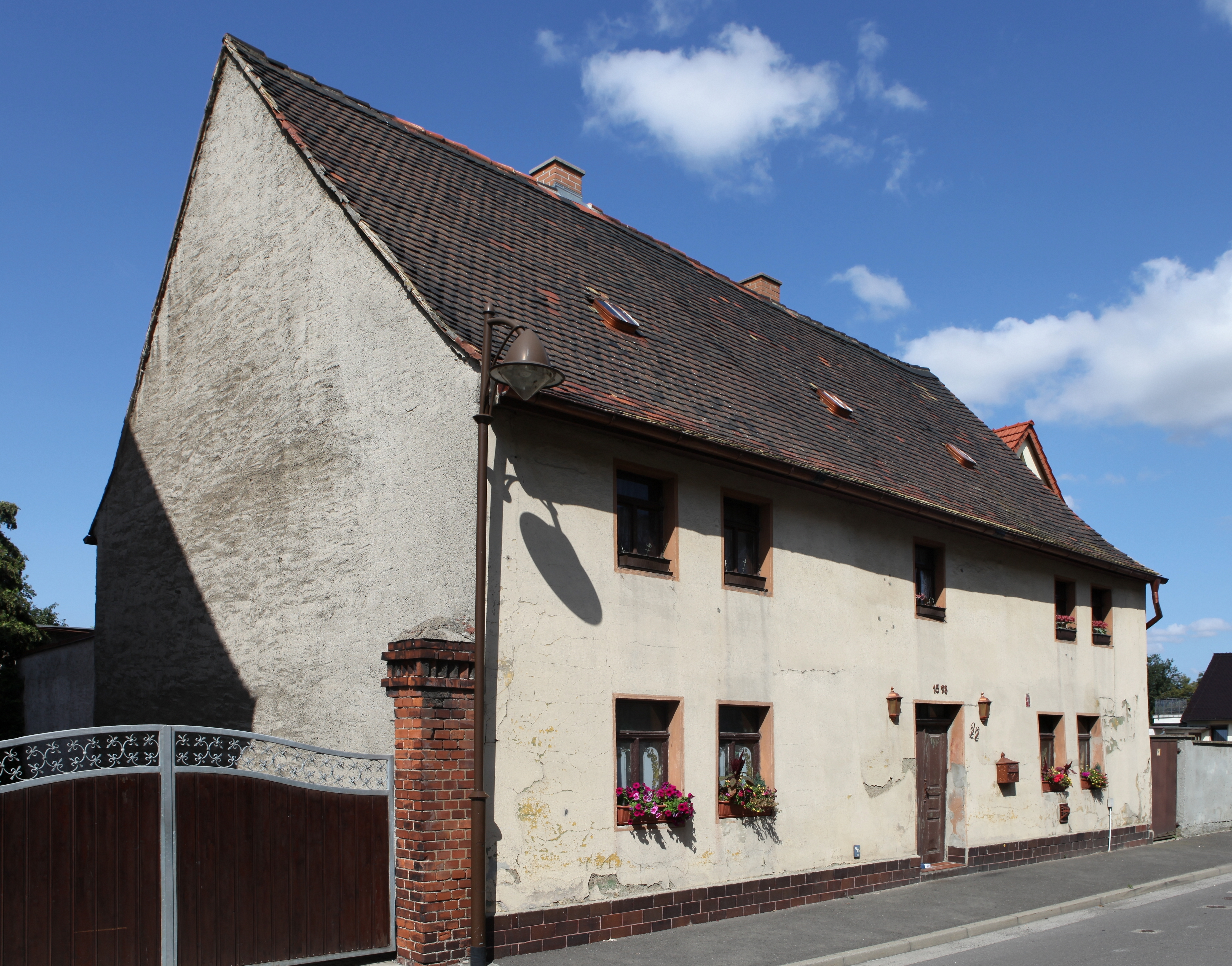
Erhaltenes Wohnhaus (bez. 1598) in unmittelbarer Nähe des ehemaligen Herrenhauses (2012)

Ende des 19. Jahrhunderts war das Anwesen im Eigentum des Ferdinand Freiherr von Obernitz, verheiratet mit Auguste von Carlowitz-Falkenhain. Eulenfeld wurde zum Mittelpunkt beider genannten Familien, denn der spätere Generalmajor z. D. Albrecht von Carlowitz heiratete 1866 dort Margarete Auguste von Obernitz.
Am 29. Oktober 1894 wurde Eulenfeld in die Stadt Eilenburg eingemeindet, nachdem 1856 bereits das benachbarte Zscheppelende zu Eilenburg kam. Es folgten weitere Besitzerwechsel, zunächst an die Witwe des Delitzscher Landrats Wilhelm von Rauchhaupt, Elisabeth von Rauchhaupt, geb. Freiin von Obernitz auf Storkwitz. 1922 umfasste Rittergut Eulenfeld noch 47 ha und blieb einzeln verpachtet. 1928 ging das Gut an Hans Ferdinand Job von Carlowitz (1873–1959), Neffe der verstorbenen Elisabeth von Rauchhaupt (1846–1928). Carlowitz, zuvor in Güstrow lebend und liiert mit der aus Bremen stammenden Fabrikantentochter Luise Harriet Mühle, betrieb nicht selbst Landwirtschaft, sondern verpachtete sein Land an Bauern. Außerdem veräußerte er fast die Hälfte seiner Flächen, so dass 1945 gerade noch 25 Hektar verblieben. Es fiel, weil es unter 100 Hektar groß war, nicht unter die Enteignung durch die Bodenreform 1945, wurde allerdings unter Zwangsverwaltung gestellt. Nach dem Krieg wurden in den Gebäuden des Gutes Wohnungen eingerichtet, um der Wohnungsnot in der zerstörten Stadt Eilenburg zu begegnen. Das Land wurde fortan ohne Pachtzahlungen von den neu geschaffenen LPGen bewirtschaftet. Hans Job von Carlowitz, der 1945 zunächst vertrieben wurde, kehrte später zurück und wohnte nun zur Miete auf Eulenfeld. Seit 1968 war Eulenfeld in Besitz der in Westdeutschland lebenden Klaus und Michael von Carlowitz, die aber aufgrund der Deutschen Teilung nicht über ihren Besitz verfügen konnten. Unterhaltungsmaßnahmen blieben zu DDR-Zeit aus und mehrere Gebäude des Hofes wurden abgetragen. Das Herrenhaus diente dem benachbarten Kreiskrankenhaus zeitweise als Internat für Schwesternschülerinnen. 1974, zum 25. Jahrestag der DDR, eröffnete dort der Jugendclub DDR 25. Zum Ende der DDR war das Herrenhaus nur noch teilweise nutzbar und nahm das Krankenhaus-Archiv auf.
Nach der Wende erhielt die Familie von Carlowitz das Anwesen zurück, aufgrund des desolaten Zustandes der Bausubstanz bestand jedoch kein Interesse an einer weiteren Nutzung oder Sanierung. Sie verkauften Eulenfeld 1994 an den Landkreis Eilenburg, der Träger des nebenan liegenden Krankenhauses war. Aber auch danach erfolgten keine erhaltenden Maßnahmen. Nachdem sich der Zustand weiter verschlechterte, veranlasste die Stadt Eilenburg im Rahmen einer Ersatzvornahme den Abriss des Herrenhauses im Jahr 2008.

## Grundherrschaft
Das Gut Eulenfeld wechselte in der Geschichte vielfach den Besitzer. Unter diesen waren zahlreiche deutsche Adelsgeschlechter, Kommunal- und Staatsbeamte sowie deren Familien. Durch die deutsche Teilung konnten die in Westdeutschland lebenden Erben ab 1968 nicht über ihren Besitz verfügen, das Gut kam unter „Vorläufige Verwaltung“ und wurde de facto zwangsverwaltet. Nach der Wende erhielt die Familie von Carlowitz das Gut zurück, verkaufte es jedoch 1994 an den Landkreis Eilenburg.
| Jahr      | Besitzer Gut Eulenfeld | Anmerkung                                                                                     |
| 1533      | Hans von Kanitz | Verwalter des Petersberger Klosterhofes durch Lehnsakt des Kurfürsten Johann Friedrich I.     |
| 1534      | Thomas Rudolph | Amtsverwalter in Eilenburg durch Kauf                                                         |
| 1534      | Wolf von Salhausen |                                                                                               |
| 1542      | Jakob von Koseritz | durch Lehnsakt des Kurfürsten Johann Friedrich I. Lehnsbestätigung 1548 durch Kurfürst Moritz |
| 1554      | Hans von Breitenfeld | durch Kauf von den Erben Koseritz'                                                            |
| 1574      | Adam von Gaudelitz |                                                                                               |
| –1612     | Heinrich von Gaudelitz | Sohn des Adam von Gaudelitz durch Vererbung                                                   |
| 1612      | Sebastian von Pflug | durch Kauf                                                                                    |
| 1612–1694 | Agnes von Pflug Christian Johann Zschau Wolf Siegfried von Lüttichau Perpetua Margaretha von Beichlingen geb. von Lüttichau August Köppe |                                                                                               |
| 1694      | Eva-Marie von Lindenau, geb. von Warnsdorf                                                                                               | durch Kauf                                                                                    |
| –1720     | Herren von Lindenau | Besitzer auf Machern, Gotha und Kossen                                                        |
| 1720      | Christian Johann von Münchhausen | Schwager des Adam von Lindenau durch Kauf                                                     |
| 1721      | Anna Elisabeth von Lindenau, geb. von Münchhausen                                                                                        | Schwester des Christian Johann von Münchhausen                                                |
| 1724      | Johanne Eleonore von Könitz, geb. von Helldorf                                                                                           | durch Kauf                                                                                    |
| 1734      | Heinrich von Helldorf | Kammerherr durch Vererbung                                                                    |
| 1773      | Ernst Christian Rische | Kammer-Commissarius                                                                           |
| 1794      | Georg Leonhard von Sperl | Kapitänleutnant durch Lehnsakt des Kürsfürsten Friedrich August I.                            |
| 1800      | Karl Gottlieb Jakob von Brandenstein | durch Kauf                                                                                    |
| 1802      | Christian Gottlob Encke | durch Kauf für 20.600 Taler                                                                   |
| 1823      | Erbengemeinschaft |                                                                                               |
| 1835      | Johanne Elisabeth Encke | durch Vererbung Witwe des Christian Gottlob Encke                                             |
| 1850      | Ferdinand Freiherr von Obernitz | durch Kauf für 19.350 Taler                                                                   |
| –1879     | Margarete Auguste von Obernitz, geb. von Carlowitz                                                                                       |                                                                                               |
| 1879      | Erbengemeinschaft |                                                                                               |
| 1884      | Elisabeth von Rauchhaupt, geb. von Obernitz                                                                                              | Witwe des Wilhelm von Rauchhaupt                                                              |
| 1928      | Hans Ferdinand Job von Carlowitz | Oberstleutnant                                                                                |
| 1958      | Isa von Carlowitz | Tochter des Hans Ferdinand Job von Carlowitz durch Vererbung                                  |
| 1968      | Michael und Klaus von Carlowitz | Neffen der Isa von Carlowitz unter Zwangsverwaltung                                           |
| –1994     | Familie von Carlowitz |                                                                                               |
| 1994      | Landkreis Eilenburg | Landkreis Eilenburg                                                                           |

## Bauwerke

### Herrenhaus
Das Herrenhaus, volkstümlich Carlowitzhaus genannt, wurde um 1688 unter dem Besitzer August Köppe, Amtsschösser in Eilenburg, errichtet. Der schlichte barocke Putzbau entstand unter Verwendung älterer Bauteile. Der auf rechteckigem Grundriss angelegte Bau bestand aus einem Erd- und einem Obergeschoss sowie einem hohen Walmdach. Die straßenseitige Fassade wies sieben vertikale Fensterachsen auf, wobei im Erdgeschoss statt eines Fenster zentral eine zweiflügelige Tür mit Oberlicht angelegt war. Zumindest teilweise war der Sockel mit Feldsteinen gemauert und gab es eine Eckquaderung. Beides war im letzten Ausbauzustand des Gebäudes verputzt, wurde jedoch durch Bauschäden zuletzt wieder sichtbar. Ebenso waren Mitte der 1990er Jahre Korbbogenöffnungen im Erdgeschoss zu erkennen, die nachträglich verkleinert und mit rechteckigen Fenstern besetzt wurden. Die Fenster des Obergeschosses wiesen einfach profilierte Verdachungen auf. Ein Gurtgesims verlief unterhalb der oberen Fensterreihe.
Das in Biberschwanzdeckung ausgeführte Walmdach war ursprünglich mit Fledermausgauben besetzt. Sie lagen symmetrisch in zwei Reihen übereinander, jeweils fünf auf den langen Seiten und drei in den Walmen. Sie wurden vor 1945 entfernt und später durch Luken ersetzt. Der Bau hatte die Anschrift Wilhelm-Grune-Straße 20.

### Wohnhaus
In unmittelbarer Nachbarschaft zum ehemaligen Herrenhaus befindet sich ein unter Denkmalschutz stehendes Wohnhaus. Das Gebäude wurde nachträglich mit der Jahreszahl 1598 bezeichnet, welche als Baujahr aber nicht gesichert ist. Laut Denkmalliste sind mindestens Teile des Hauses später entstanden. Der zweigeschossige freistehende Putzbau besitzt ein Satteldach mit Biberschwanzdeckung. Die Bausubstanz ist weitgehend original erhalten. Im Obergeschoss befinden sich noch originale Fensteröffnungen, im Erdgeschoss sind die etwas größeren Öffnungen vermutlich nachträglich vergrößert wurden. Türen und Fenster sind alt, jedoch ohne Datierung. Die Anschrift des Hauses lautet Wilhelm-Grune-Straße 22.